# Araman
Araman je území ve fantasy světě autora J. R. R. Tolkiena. Jednalo se o pobřežní pás země, který se rozkládal na východním pobřeží severní části Amanu. Ležel mezi horami Pelóri, jež ho oddělovaly od Valinoru, a Velkým mořem.
Na jihu, kde sahal až k Eldamarské zátoce, byl prázdný, studený a hornatý. Severněji se Aman ohýbal k východu a Araman tam byl širší než Avathar na jihu; mezi pobřežím a horami zely holé pláně. Na nejzazším severu sousedil s Helcaraxë, úžinou naplněnou ledovou tříští, která ho oddělovala od Beleriandu. Severní Araman byl rovněž zahalen hustými mlhami, a proto se té části říkalo Oiomúrë.

## Role v příběhu
Dvakrát prošel Aramanem Morgoth; poprvé, když prchal z Valinoru poté, co byla jeho přetvářka odhalena Fëanorem, podruhé spolu s Ungoliant po zničení Dvou stromů.
Noldor odcházející z Valinoru do vyhnanství ve Středozemi, aby získali zpět Silmarily a pomstili velekrále Finweho, také zamířili přes Araman. Právě zde byla vyřčena kletba a proroctví, jež se nazývá Proroctví Severu a Sudba Noldor. Někteří říkají, že je pronesl samotný Mandos.

## Pojmenování
Název Araman pochází z quenijštiny a znamená „vně Amanu“. Ve starších textech označoval Tolkien toto území jako Eruman.